# ハナトラノオ
ハナトラノオ（花虎の尾、学名：Physostegia virginiana）とはシソ科の植物の一種。学名Physostegia virginiana。別名カクトラノオ（角虎の尾）。

## 特徴
北米東部原産の宿根草。日本では園芸植物としてよく見られる。花期は8～9月頃。大変性質が強く、一度植えると放置していても地下茎でよく増え、半野生化することもある。